# Коссак, Карл Людвиг Эрнст
Карл Людвиг Эрнст Коссак (нем. Karl Ludwig Ernst Kossak; 4 августа 1814, Мариенвердер — 3 января 1880, Берлин) — немецкий журналист и писатель.

## Биография
Изучал в Берлине филологию и историю, занимался также фортепиано и теорией музыки. Сначала сотрудничал в музыкальных периодических изданиях, в частности как ведущий берлинский корреспондент лейпцигской газеты Signale für die musikalische Welt. В 1847 году основал собственный журнал «Zeitungshalle», в котором он, по образцу французской печати, впервые в Германии ввёл фельетон и стал влиятельным критиком. Затем выпускал «Feuerspritze», позднее «Montagspost» (до 1869). В дальнейшем как фельетонист сотрудничал с другими изданиями.

## Творчество
Собрание его повестей «Жанровые сцены» (нем. Genrebilder) было издано в 1839 году в Берлине. Его пикантные фельетоны из берлинской жизни собраны в сборники «Berlin und die Berliner» (Берлин, 1851), «Aus dem Papierkorbe eines Journalisten» (там же, 1852 и 1859), «Berliner Silhouetten» (там же, 1859), «Berliner Federzeichnungen» (там же, 6 томов, 1859—1865; новое издание 1875). Меткие изображения заграничной жизни содержат «Pariser Stereoskopen» (там же, 1855), «Aus dem Wanderbuche eines litterarischen Handwerksburschen» (там же, 1856, второе издание 1858), «Historietten» (1856; 2 изд. 1859), «Badebilder» (Лейпциг,1858), «Schweizerfahrten» (Лейпциг, 1857), «Reisehumoresken» (Лейпциг, 1862, 2 тома).
На основе устных рассказов живописца Эдуарда Гильдебрандта Коссак издал его «Reise um die Erde» (Берлин, 1884).